# جبهة سريم
جبهة سريم كان خط دفاع المحور خلال الحرب العالمية الثانية . تأسست جزءًا من الجبهة الشرقية في أواخر أكتوبر 1944 في سريم وشرق سلافونيا، شمال غرب بلغراد .
بعد أن طرد الثوار اليوغوسلافيون والجيش الأحمر الألمان من بلغراد في هجوم بلغراد، استخدم الفيرماخت المنسحب والقوات المسلحة الكرواتية التحصينات لحماية انسحاب مجموعة الجيش الألماني إي من البلقان . بمساعدة حلفائهم السوفييت، خاض الثوار (الذي تم الاعتراف به في ذلك الوقت باسم الجيش اليوغوسلافي)، وانضمت إليهم القوات البلغارية وحركة المقاومة الإيطالية، حملة شتوية صعبة واخترقوا الجبهة أخيرًا في 12 أبريل 1945.
بعد كسر جبهة سريم، تم تحرير يوغوسلافيا المحتلة. 

## الخلفية العملية وأهميتها
بعد تقدم سبتمبر عبر رومانيا وبلغاريا في أكتوبر 1944، استولى الجيش الأحمر، جنبًا إلى جنب مع القوات اليوغوسلافية، على بلغراد (نقطة الاتصال المركزية في البلقان ) في هجوم بلغراد . بسبب النشاط الحزبي اليوغوسلافي،  عملية راتويك للحلفاء اليوغوسلافيين، والضغط من الجيش البلغاري، فشل الألمان في منع ذلك بينما كانوا ينتظرون إعادة انتشار قوات مجموعة الجيش إي من اليونان. قرر الجيش الأحمر استغلال هذا التأخير واستمر في التقدم مع الجبهة الأوكرانية الثالثة من بلغراد إلى جنوب غرب المجر . كان الهدف من التقدم هو فصل وحماية هجومهم الرئيسي في المجر من الهجمات التي تشنها مجموعة الجيوش إي من الجنوب.
من سبتمبر 1944 إلى يناير 1945، شقت مجموعة الجيوش إي طريقها عبر مقدونيا وكوسوفو وسنجق والبوسنة، وسرعان ما أصبح طريق الهروب الوحيد المتاح لهم في الخط الفاصل بين سراييفو وسلافونسكي برود . لهذا السبب، كان من الأهمية الحيوية بالنسبة للألمان الدفاع عن المنطقة المحيطة بسلافونسكي برود، والتي كانت مهددة بالتقدم السوفييتي اليوغوسلافي عبر سريم. لمنع عزل مجموعة الجيوش إي، أعدت القيادة الجنوبية الشرقية لألمانيا سبعة خطوط دفاع محصنة متتالية بين نهر الدانوب ونهر سافا من روما إلى فينكوفسي . تألفت حملة جبهة سريم من محاولات يوغوسلافية لاختراق خطوط الدفاع هذه.

## عمليات

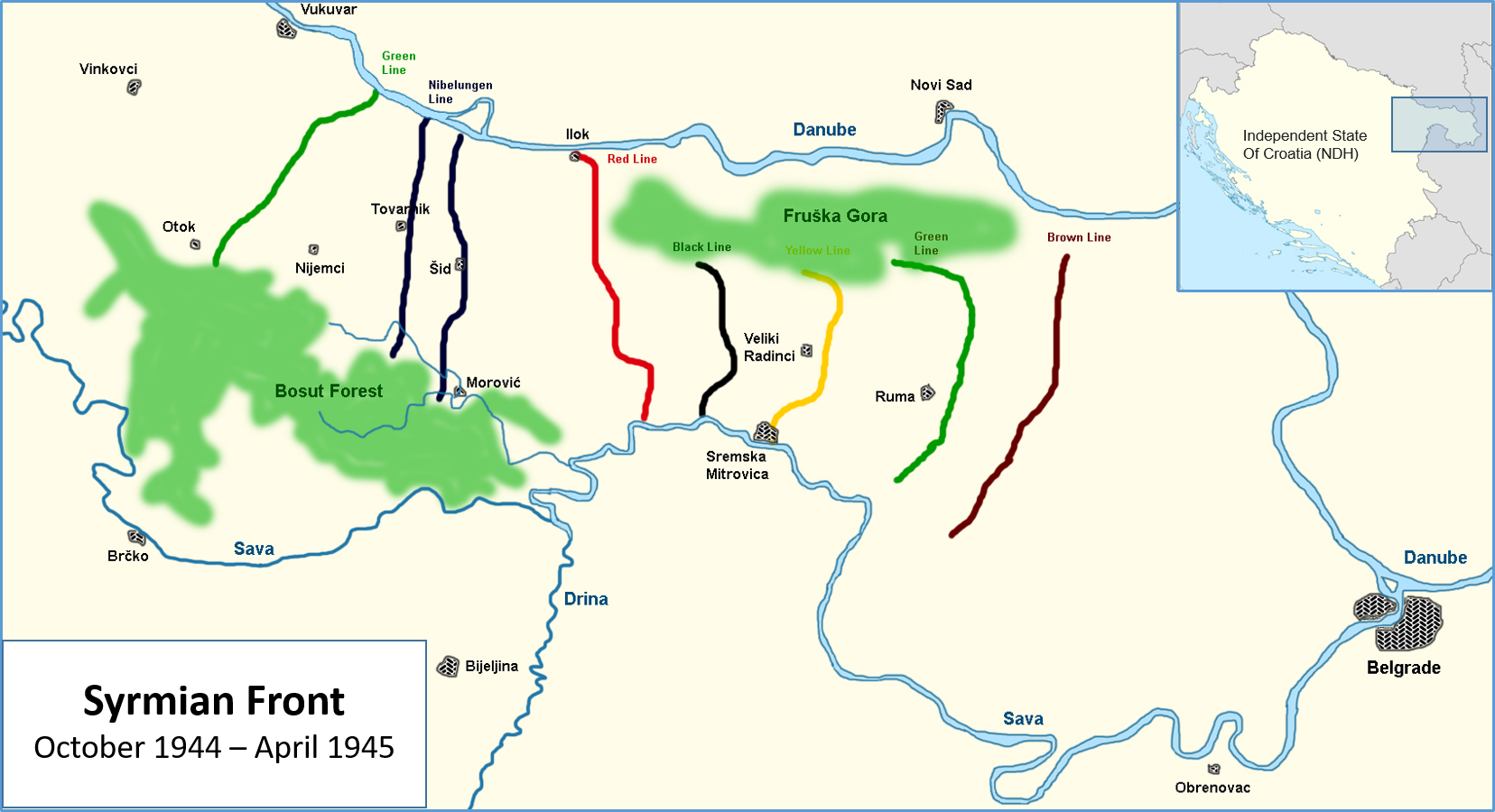
خطوط الدفاع الألمانية في سريم.

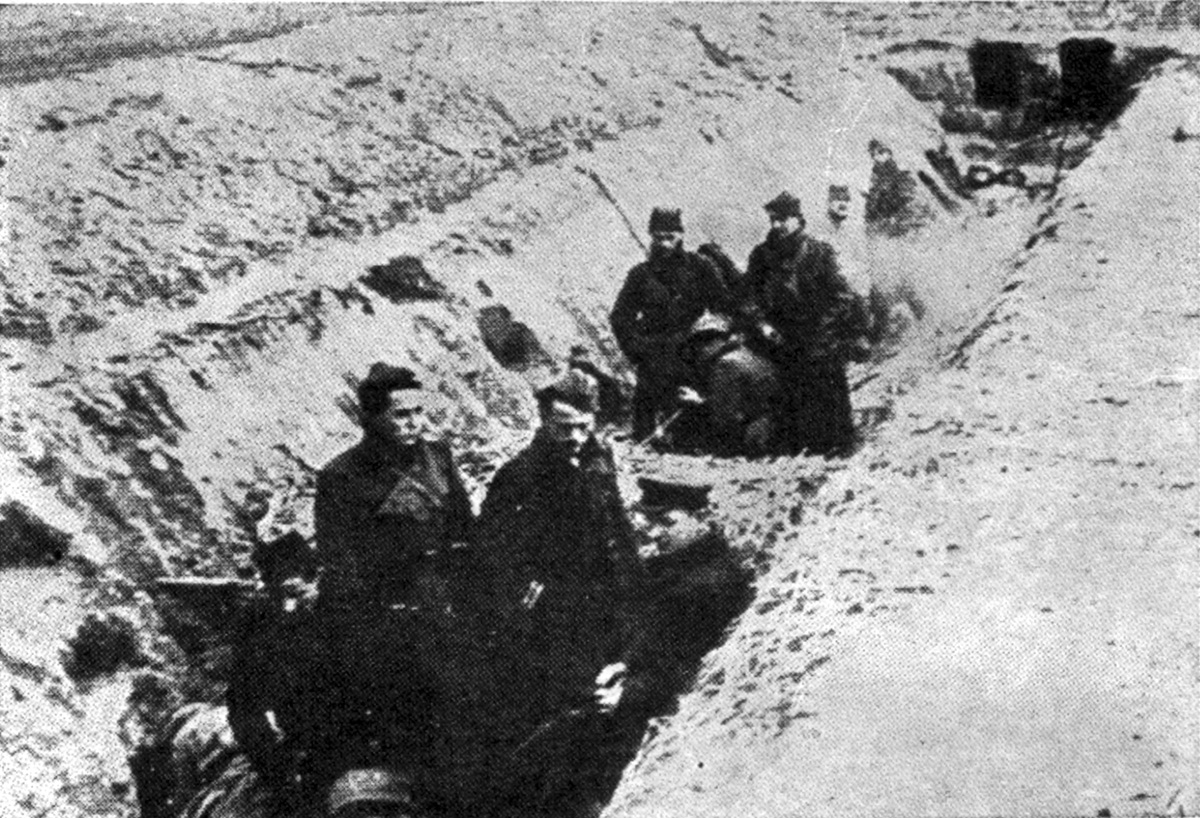
في خنادق جبهة سريم، ديسمبر 1944.

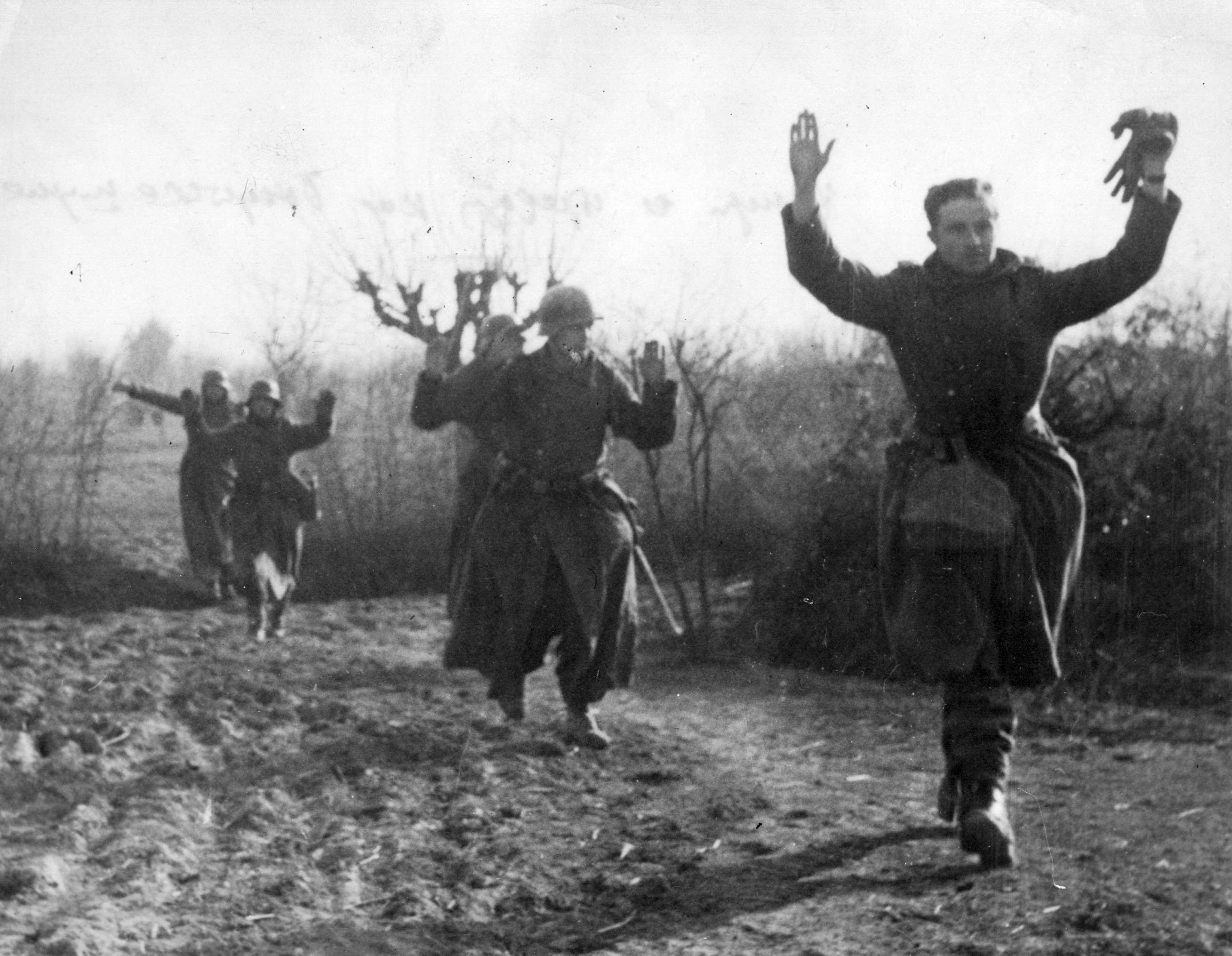
استسلام الجنود الألمان في أبريل 1945.

شهدت جبهة سريم بعضًا من أصعب المعارك في يوغوسلافيا في الحرب العالمية الثانية . واستمر لمدة ستة أشهر تقريبا. بينما واصل الجزء الأكبر من الجيش الأحمر المشارك في عملية بلغراد هجومه في المجر، ظل الجيش اليوغوسلافي، الذي اعتاد على حرب العصابات في التضاريس الجبلية لجبال الألب الدينارية، يقاتل خط المواجهة الراسخ الذي يتنافس عليه بشدة المحور على السهل. أرض سهل بانونيا .  تم تجنيد الشباب من فويفودينا ووسط صربيا، والعديد منهم من المناطق المحررة حديثًا، بشكل جماعي وإرسالهم إلى الجبهة، ولا يزال مقدار التدريب الذي تلقوه ومستويات الإصابات محل نزاع. 
على الرغم من أن الجبهة كانت ثابتة في الغالب، إلا أنها تحركت عدة مرات، عمومًا باتجاه الغرب، حيث تم دفع قوات المحور إلى الخلف. بدأ القتال شرق روما واستقر في يناير 1945 غرب سيد بعد أن تغيرت السيطرة على المدينة بسبب هجمات المحور المضادة. في أواخر مارس وأوائل أبريل 1945، شنت وحدات الجيش اليوغوسلافي هجومًا عامًا على جميع الجبهات. اخترق الجيش اليوغوسلافي الأول، بقيادة بيكو دابتشيفيتش، دفاعات الفيلق الرابع والثلاثين الألماني في سريم في 12 أبريل، واستولى بسرعة على مدن فوكوفار وفينكوفسي وجوبانيا، ومكّن من تحقيق المزيد من التقدم عبر سلافونيا نحو سلافونسكي برود وزغرب في الشهر الأخير من عام الحرب.
يمكن تقسيم الحملة إلى أربع مراحل متميزة:
1. استمرت المرحلة الأولى من 24 أكتوبر حتى نهاية ديسمبر 1944، وتميزت بالتقدم البطيء ولكن الثابت للقوات اليوغوسلافية والسوفيتية عبر خطوط الدفاع الألمانية السبعة المحصنة من خلال معارك ضارية وخسائر فادحة على الجانبين. [6]
2. في المرحلة الثانية، في الفترة من 3 إلى 26 يناير 1945، أجرى الألمان هجومًا مضادًا ناجحًا مع القوات التي وصلت حديثًا من الفيلق الرابع والثلاثين من مجموعة الجيوش إي، ونجحوا في استعادة خط نيبيلونج، خط الدفاع الرئيسي في سريم، بينما وألحق خسائر فادحة بالجيش اليوغوسلافي. [7]
3. كانت المرحلة الثالثة عبارة عن فترة جمود من 26 يناير إلى 12 أبريل 1945. في هذه الفترة قام الجانبان فقط بأنشطة استطلاعية محدودة. [8]
4. بدأت المرحلة الرابعة عندما اخترقت القوات اليوغوسلافية خطوط الدفاع الألمانية في 12 أبريل، وتكبدت القوات الألمانية خسائر فادحة ومعارك ضارية وتراجعت مجموعة الجيوش إي. [9]

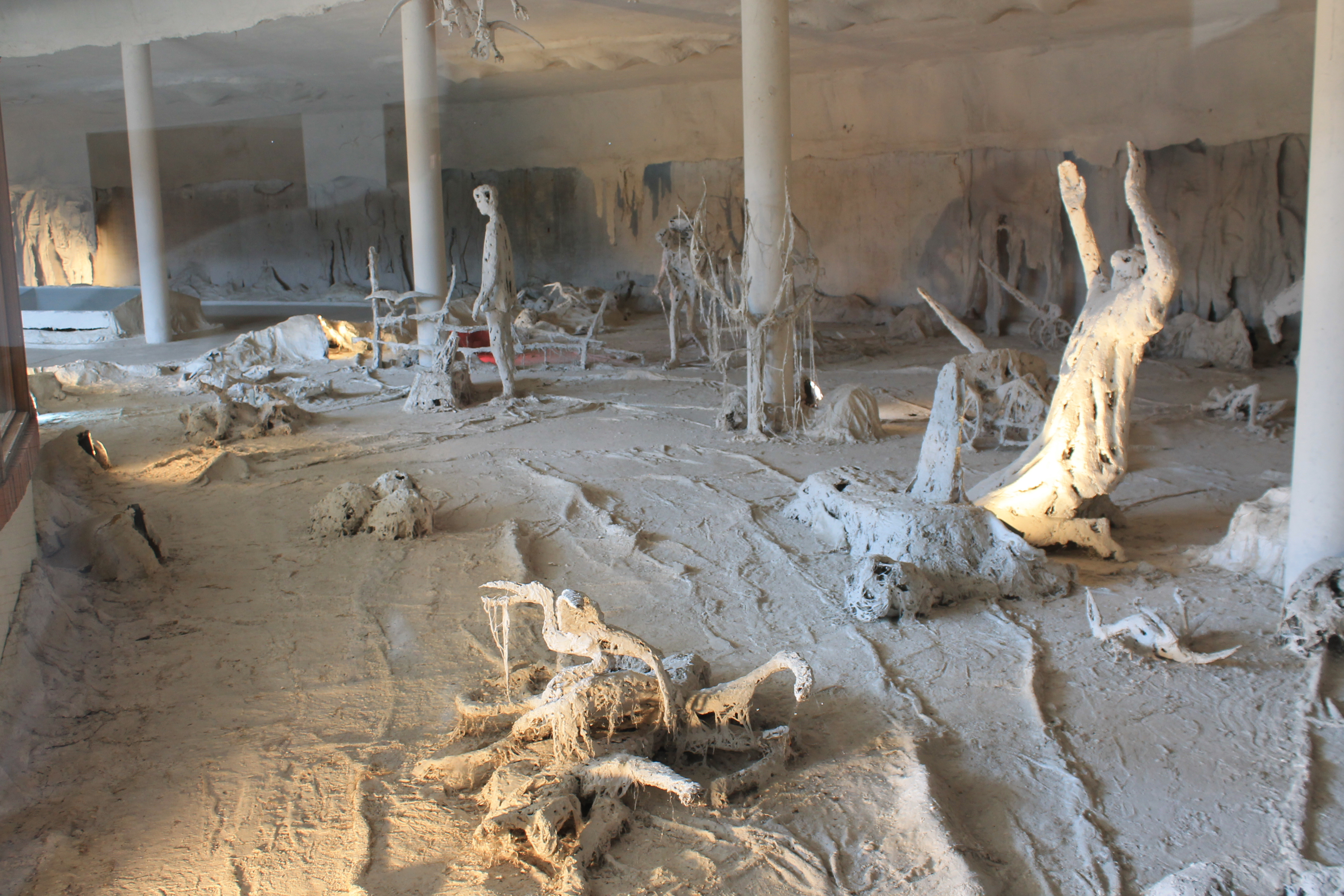
النصب التذكاري للجبهة سريم في شيد.